# Stelle principali della costellazione dell'Auriga
Segue un prospetto delle stelle principali della costellazione dell'Auriga, elencate per magnitudine decrescente.